# Кузьмін Аркадій Дмитрович
Аркадій Дмитрович Кузьмін (рос. Аркадий Дмитриевич Кузьмин; 27 січня 1923, Москва — 31 травня 2009) — російський радіоастроном, професор, доктор фізико-математичних наук, заслужений діяч науки РФ, головний науковий співробітник Фізичного інституту ім. П.Лебедєва Російської академії наук, почесний громадянин міста Пущино Московської області.

## Життєпис
У 1940 Аркадій Кузьмін поступає на радіофакультет Московського енергетичного інституту (МЕІ). У серпні 1941 він мобілізований до армії. У листопаді того ж року Аркадій Кузьмін зарахований в Ленінградське військове училище зв'язку, що перебувало на той час в місті Уральську. У 1943 він закінчує училище у званні техніка-лейтенанта і направляється на курси удосконалення для вивчення спеціальної апаратури радіозв'язку.
У січні 1944 Аркадій Кузьмін вже на посаді начальника радіостанції Рухливого вузла зв'язку особливого призначення Заступника Верховного Головнокомандувача Маршала Радянського Союзу Г. К. Жукова. З цього моменту і до кінця війни він забезпечує радіозв'язок Г. К. Жукова з Ставкою Верховного головнокомандування в Москві. Закінчення тієї війни Аркадій Дмитрович зустрів у Берліні в травні 1945.
У червні 1945 вузол зв'язку, де служить А. Д. Кузьмін, передислоковується на Далекий Схід для забезпечення радіозв'язку Маршала Радянського Союзу О. М. Василевського зі Ставкою Верховного головнокомандування в Москві під час війни з Японією.
Аркадій Дмитрович нагороджений орденами «Червоної зірки» і «Вітчизняної війни» і медалями «За перемогу над Німеччиною», «За визволення Варшави», «За взяття Берліна» і «За перемогу над Японією».
Після демобілізації у жовтні 1945 А. Д. Кузьмін повертається до Москви і продовжує навчання в МЕІ. Під час навчання в інституті, а потім і в аспірантурі, розробляє методи підвищення чутливості радіоприймачів, створив один із перших у країні шумових генераторів, працює на ракетному полігоні «Капустин Яр» щодо забезпечення радіотехнічних систем телеметрії на запуски ракет, бере участь в роботах ФІАН зі створення системи ультразвукової гідролокації для Військово-Морського флоту. У 1954 р після закінчення аспірантури МЕІ та захисту дисертації кандидат технічних наук Аркадій Дмитрович Кузьмін був запрошений засновником ФІАНівскії радіоастрономії Семеном Еммануїлович Хайкіним на роботу в ФІАН.
Відтоді життя і наукова діяльність Аркадія Дмитровича була пов'язана з ФІАН і згодом з Пущинською радіоастрономічною обсерваторією. Він брав безпосередню і активну участь у становленні та розвитку радянської радіоастрономії. Апаратурні розробки, активну участь у створенні Кримської радіоастрономічної бази ФІАН, розробка та створення найбільших радіоастрономічних комплексів в Пущино, плідні наукові дослідження газових туманностей і радіогалактик, планет і пульсарів, прикладні оборонні дослідження — основні моменти наукової діяльності А. Д. Кузьміна.
У числі наукових результатів, одержаних А. Д. Кузьміним, виявлення лінійної поляризації радіовипромінювання Крабоподібної туманності, яка підтвердила синхротронну природу радіовипромінювання цього залишку спалаху наднової, визначення температури на поверхні планети Венера, встановлення вікової еволюції орієнтації магнітної осі пульсарів, виявлення імпульсного радіовипромінювання рентгенівського пульсара «Гемінга», виявлення гігантських імпульсів радіовипромінювання в декількох пульсарах і детальне дослідження гігантських радіоімпульсів пульсара у Крабоподібній туманності. Ця остання робота, яку Аркадій Кузьмін вів в тісній кооперації з колегами з Обсерваторії Джодрелл Бенк (Англія) до самого останнього дня, призвела до дуже цікавих і несподіваних результатів, опублікованими лише частково.
Помітне місце у творчості А. Д. Кузьміна займали роботи прикладного характеру. Результати його кандидатської дисертації склали основу написаної ним монографії «Вимірювання коефіцієнта шуму приймально-підсилювальних пристроїв». Роботи з юстирування радіотелескопа РТ-22 ФІАН привели його й А. Є. Саломоновича до написання книги «Радіоастрономічні методи вимірювання параметрів антен», яка була переведена на англійську мова і служить досі настільною книгою не тільки радіоастрономів, а й багатьох фахівців-антенщиків. Разом з іншими провідними радіоастрономії ФІАН старшого покоління А. Д. Кузьмін брав участь у вимірі координат посадки космічного апарата «Луна-2». Результати його робіт з визначення температури поверхні Венери були використані при розробці космічних апаратів, що готувалися до польоту на цю планету. У конструкцію апаратів «Венера-4, 5 і 6» для посадки на поверхню Венери були введені тепловий захист і парашут з теплостійкої тканини. А. Д. Кузьмін один зі співавторів пропозиції використовувати пульсари як охоронці часу і створення пульсарної шкали часу. Сьогодні пульсарна шкала часу ведеться в багатьох радіоастрономічних обсерваторіях світу.
А. Д. Кузьміним опубліковано більше 200 наукових статей та 4 монографії (3 з яких перекладено на англійську мову і видані в США).
Протягом 16 років А. Д. Кузьмін очолював Пущинську радіоастрономічну обсерваторію. Заступник голови Наукової ради АН СРСР з проблеми «Радіоастрономія». Протягом понад 20 років А. Д. Кузьмін був професором кафедри «Поширення радіохвиль та космічний радіозв'язок» Московського Фізико-технічного інституту і читав лекції з курсів радіоастрономії і фізики планетних атмосфер.